# Kamienica przy ul. Kazimierza Wielkiego 8 w Sanoku
Kamienica przy ul. Kazimierza Wielkiego 8 w Sanoku, zwana też kamienicą Bardacha (-ów) – budynek położony w Sanoku.

## Historia
Znajduje się na rogu ulicy Kazimierza Wielkiego i ulicy Adama Mickiewicza (naprzeciw II Liceum Ogólnokształcącego im. Marii Skłodowskiej-Curie).
Budynek został wybudowany na początku XX wieku w 1907. Jest dwufasadowy, trzykondygnacyjny. Fasada zawiera dekoracje secesyjne.
Zamieszkiwała w nim rodzina dr. Teofila Bardacha, lekarza pułkowego 18 pułku piechoty w Przemyślu, w tym synowie Albert i Juliusz kształcący się w sanockim C. K. Gimnazjum do roku szkolnego 1908/1909.
Po utworzeniu C. K. Sądu Obwodowego w Sanoku (w siedzibie przy ul. Kościuszki), likwidacji uległ C. K. Sąd Powiatowy (K. u. K. Bezirksgericht), a jego funkcję kontynuował Sąd Miejski Delegowany, który działał w budynku przy obecnej ul. Kazimierza Wielkiego 8 (fasadą położony także przy ul. Adama Mickiewicza). W 1910 do budynku z Kościuszki do kamienicy zostały przeniesione część kancelarii niższych instancji i księgi wieczyste. W tym czasie w kamienicy dra Bardacha urzędował c.k. geometra ewidencyjny inż. Bolesław Skąpski21. Od 1913 kamienica była przy ustanowionej wówczas ulicy Kazimierza Wielkiego.
W czasie II wojny światowej i okupacji niemieckiej budynek stanowił siedzibę placówki niemieckiej Kriminalpolizei, czyli policji kryminalnej (kierował nią SS-Untersturmführer Alfred Müller).
W latach 30. II Rzeczypospolitej pod adresem ul. Kazimierza Wielkiego – wówczas numer 10 – działał Sąd Grodzki i wydział zamiejscowy Sądu Okręgowego w Jaśle. Pod tym adresem swoje kancelarie prowadzili adwokaci Józef Hulewicz, dr Arnold Reich, dr Szymon Kimmel. Według stanu z 1939 w kamienicy zamieszkiwał Leon Werner wraz z rodziną.
Po zakończeniu II wojny światowej w budynku ulokowana została siedziba sztabu 8 Drezdeńskiej Dywizji Piechoty. 27 marca 1947 przybył tam gen. Karol Świerczewski, który spędził w kamienicy ostatnią noc w życiu, a następnego dnia poniósł śmierć pod Jabłonkami. Fakt ten został upamiętniony tablicą pamiątkową na rogu elewacji kamienicy. Została odsłonięta 27 marca 1953 w przeddzień szóstej rocznicy śmierci generała. Projekt przygotował Kazimierz Florek, a tablicę z czarnego marmuru wykonał Karol Łotek. Zawierała inskrypcję: „Rewolucjoniście, wiernemu synowi partii i narodu polskiego generałowi Walterowi Karolowi Świerczewskiemu, który w przeddzień swej bohaterskiej śmierci przebywał w tym domu dnia 27 marca 1947. Społeczeństwo Ziemi Sanockiej”. Tablica została usunięta w 1993.
W późniejszych latach PRL w budynku funkcjonowała Wojewódzka Komenda Uzupełnień.
W latach 90. w budynku funkcjonował sanocki oddział Partii Wolności.
Na początku XXI wieku w budynku istniało 15 lokali mieszkalnych. Od początku istnienia kamienica pozostawała w rękach prywatnych właścicieli. W 2004 prywatna właścicielka sprzedała budynek na rzecz Centrum Handlowego „Ryś”, zaś zarządcą w tym czasie był Sanockie Przedsiębiorstwo Gospodarki Komunalnej (SPGM). Pomieszczenia parterowe zostały wynajęte na obiekt handlowy (m.in. sklep House do 2015). Powierzchnie na piętrach stanowią mieszkania.
W połowie 2015 elewacja budynku została odnowiona. Budynek został wpisany do gminnej ewidencji zabytków miasta Sanoka.